# فرانک کینگزلی نوریس
فرانک کینگزلی نوریس (انگلیسی: Frank Kingsley Norris; ۲۵ ژوئن ۱۸۹۳ – ۱ مهٔ ۱۹۸۴) فرد نظامی اهل استرالیا بود. وی همچنین برندهٔ جوایزی همچون نشان امپراتوری بریتانیا و نشان حمام شده‌است.